# Kolkku
Kolkku eller Kolkkujärvi är en sjö i Finland. Den ligger i kommuner Pihtipudas och Viitasaari i landskapet Mellersta Finland, i den centrala delen av landet, 400 km norr om huvudstaden Helsingfors. Kolkku ligger 155,1 meter över havet. Den är 7,4 meter djup. Arean är 9,02 kvadratkilometer och strandlinjen är 27,39 kilometer lång. Sjön  ingår i Kymmene älvs huvudavrinningsområde.   I omgivningarna runt Kolkku växer i huvudsak blandskog.
I övrigt finns följande i Kolkku:
- Peltosaaret (en ö)
- Rantalansaari (en ö)
- Koivukanta (en ö)

I övrigt finns följande vid Kolkku:
- Kukkanen (en sjö)